# Stand back
Stand back is een nummer van de Amerikaanse zangeres Stevie Nicks. Het is afkomstig van haar tweede solo-studioalbum The wild heart uit 1983. Op 19 mei dat jaar werd het nummer eerst in de VS en Canada op vinylsingle uitgebracht. Op 4 juni volgde Europa en op 11 juli Australië en Nieuw-Zeeland. In 2007 werd het nummer op cd-single uitgebracht.

## Achtergrond
Inspiratie voor haar nummer vond Nicks in het nummer Little red corvette van Prince. Ze hoorde op haar trouwdag met Kim Anderson (29 januari 1983) de plaat op de radio en begon mee te neurieën. Vervolgens werd het in de bruidssuite op cassetteband gezet. Toen Nicks het nummer voor haar album opnam, belde ze Prince op en het gerucht gaat dat hij op die dag even de geluidsstudio in kwam, meespeelde en vervolgens met de noorderzon vertrok. Hij wordt niet genoemd in de credits van het album.
Er bestaat een aantal versies van deze plaat; de singleversie, een ietwat langere albumversie, een 12”-inch-versie, een versie voor haar verzamelalbum Timespace (remix van Chris Lord-Alge) en een versie uit 2007. Voor promotie werden twee videoclips opgenomen. Slechts één daarvan was commercieel te zien. De eerste versie, waarin Stevie Nicks in een soort Gone with the Wind speelt, haalde de beeldbuis niet. Regisseur Brian Grant zei later, dat dat kwam omdat Nicks er volgens haar “te dik” opstond. Die videoclip kwam pas in 2007 beschikbaar op de dvd bij het verzamelalbum Crystal visions. De tweede versie kwam van de hand van Jeffrey Hornaday, tevens choreograaf.
Nicks zong de plaat zowel tijdens haar eigen concerten alsmede op een aantal concerten van Fleetwood Mac.
De B-kant van de originele vinylsingle is getiteld Garbo, een verwijzing naar Greta Garbo. Nicks vraagt zich af of andere vrouwelijke sterren zoals Garbo en Marilyn Monroe het ook moeilijk hadden tijdens hun leven. Garbo stond niet op het album.
De plaat werd uitlsluitend een hit in de VS, Canada, Australië, het Nederlandse taalgebied en in Duitsland. In Nicks' thuisland de VS werd de 5e positie bereikt in de Billboard Hot 100. In Canada werd de 10e positie bereikt, Australië de 20e en in Duitsland de 32e.
In Nederland werd de plaat op maandag 6 juni 1983 door dj Frits Spits en producer-invaller Tom Blomberg in het populaire radioprogramma De Avondspits verkozen tot de 249e NOS Steunplaat van de week op Hilversum 3 en werd ern radiohit in de destijds drie landelijke hitlijsten op de nationale publieke popzender. De plaat bereikte de 29e positie in de Nationale Hitparade en de 23e positie in zowel de Nederlandse Top 40 als de TROS Top 50. In de Europese hitlijst op Hilversum 3, de TROS Europarade, werd géén notering behaald.
In België behaalde de plaat géén notering in zowel de voorloper van de Vlaamse Ultratop 50 als de Vlaamse Radio 2 Top 30 en de Waalse hitlijst.

## Musici
Stevie Nicks zong het onder begeleiding van David Williams, Waddy Wachtel, Steve Lukather (gitaar), Sandy Stewart (synthesizer), Bobbye Hall, Ian Wallace (percussie), (gitaar), Marvin Caruso, Russ Kunkel (drums) en Sharon Celani en Lori Perry (achtergrondzang).

## Covers
In 2003 gebruikt de danceact Linus Loves de melodie van Stand Back voor de single The Terrace. Door het succes van deze stracks in de clubs maakt Linus Loves later dat jaar een volledige cover van het nummer met Sam Obernik.

## Hitnoteringen
Stand back stond negentien weken in de Billboard Hot 100 en haalde daarin de vijfde plaats. De plaat ging aan de UK Singles Chart en België voorbij.

### Nederlandse Top 40
| Positie: | 32 | 24 | 23 | 33 | uit |

### Nationale Hitparade
| Positie: | 44 | 29 | 32 | 29 | 30 | 50 | uit |

### TROS Top 50
Hitnotering: 

### NPO Radio 2 Top 2000
Stand back stond alleen in 2000 in de NPO Radio 2 Top 2000, op plek 1745.